# Docynia indica
Docynia indica är en rosväxtart som först beskrevs av Nathaniel Wallich, och fick sitt nu gällande namn av Joseph Decaisne. Docynia indica ingår i släktet Docynia och familjen rosväxter.

## Underarter
Arten delas in i följande underarter:
- D. i. doumeri
- D. i. laosensis